# Acorn Computer Group
Acorn Computer Group plc. – brytyjski holding branży komputerowej, który istniał w latach 1978–1999. Należały do niego przedsiębiorstwa Acorn Computers Limited, Acorn Australia, Acorn New Zealand, Acorn GmbH.

## Historia
Acorn Computer Group była również współwłaścicielem Advanced RISC Machines (obecnie ARM Ltd.).
Produkcja obejmowała komputery różnych klas (Acorn Atom, BBC Micro Model A/B, Acorn Electron, BBC Master, Acorn Archimedes, Acorn Business Computer (ABC), Risc PC). Na początku XXI wieku przedsiębiorstwo produkowało komputery klasy PC oraz notebooki.
Acorn Computers to koncern który wprowadził w Wielkiej Brytanii pierwszą sieć komputerową nazwaną Econet. Sieć była stworzona głównie z myślą o edukacyjnym zastosowaniu, a komputerami przeznaczonymi do edukacji i pracy z siecią Econet były: BBC Micro Model A/B, BBC Master Compact, Acorn Archimedes. W Polsce takie działające komputery można zobaczyć w Muzeum Historii Komputerów i Informatyki w Katowicach.
W Polsce, sprzedaż komputerów prowadził Anglo-Dal poprzez sieć sklepów Przedsiębiorstwa Zaopatrzenia Górniczego „Carbon”; dostępne one były jedynie dla posiadaczy tzw. książeczki „G”, dającej górnikom dostęp do towarów wyższego standardu, w zamian za pracę w dni wolne. Do obrotu trafiły komputery Acorn BBC Master Compact w grudniu 1986 roku i Acorn BBC Master 512 na początku 1987.